# Echemoides giganteus
Echemoides giganteus är en spindelart som beskrevs av Cândido Firmino de Mello-Leitão 1938. 
Echemoides giganteus ingår i släktet Echemoides och familjen plattbuksspindlar. Inga underarter finns listade i Catalogue of Life.